# Seedienst Ostpreußen

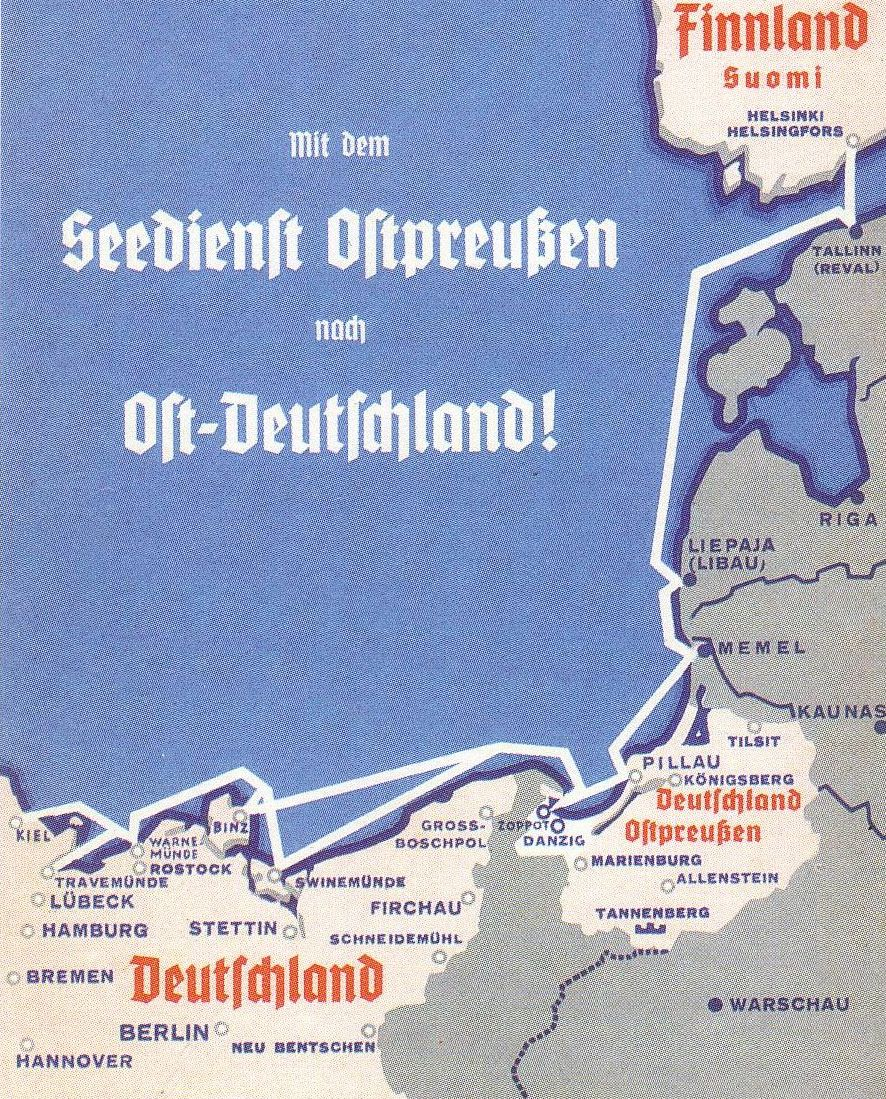
Mapa rejsów Seedienst Ostpreußen z 1936

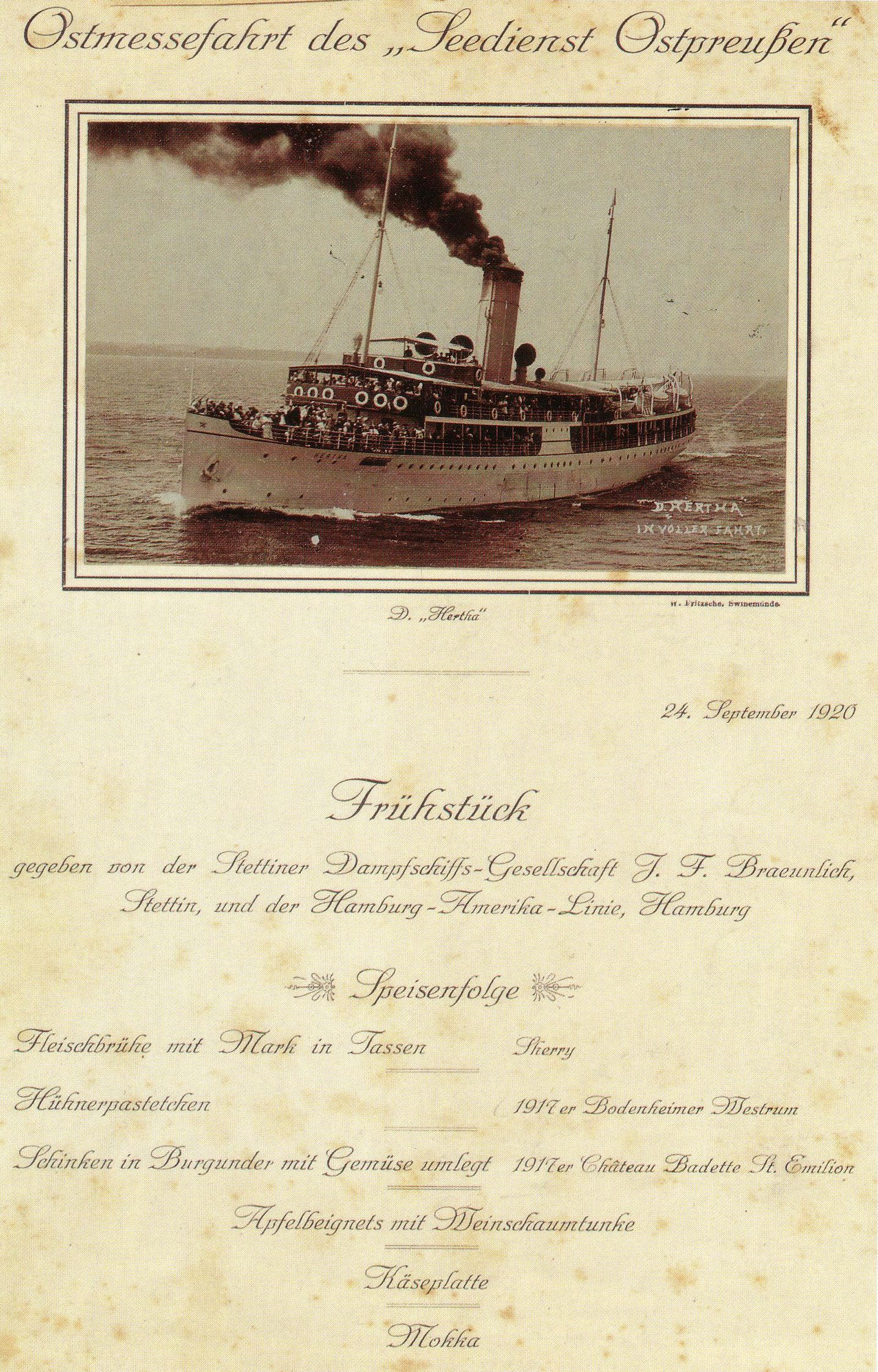
Karta menu z MS Hertha

Seedienst Ostpreußen (pol. Służba morska Prusy Wschodnie) – utrzymywane w latach 1920-1939 połączenie promowe pomiędzy prowincjami niemieckimi na Pomorzu a później Szlezwik-Holsztynem oraz niemiecką enklawą Prus Wschodnich.

## Tło polityczne
Po zakończeniu I wojny światowej Polska uzyskała dostęp do Morza Bałtyckiego, jednocześnie odcinając bezpośrednie połączenia komunikacyjne pomiędzy Prusami Wschodnimi a resztą Weimarskich Niemiec. Wychodząc tym potrzebom naprzeciw niemieckie Ministerstwo Transportu (Reichsverkehrsministerium) uruchomiło Seedienst Ostpreußen która miała zapewnić połączenie promowe z niemiecką enklawą Prus Wschodnich, co miało uniezależnić od tranzytu przez terytorium Polski.

## Statki i trasy
30 stycznia 1920 pierwszy statek HAPAG „Hörnum” wypłynął ze Świnoujścia (Swinemünde) do Bałtyjska (Pillau). Statków użyczył też Norddeutscher Lloyd i towarzystwo żeglugowe Braeunlich. Początkowo statki odpływały ze Świnoujścia cztery razy w tygodniu, później raz dziennie w lecie i 4-5 razy w tygodniu w zimie, także cumując w Sopocie (Zoppot) i Ustce (Stolpmünde). Następnie trasa została rozszerzona o Kłajpedę (Memel) (1927) i Liepawę (1930) w Prusach Wschodnich, i Lubekę-Travemünde (1933) i Kilonii (1934) w Szlezwiku-Holsztynie. W 1926 do obsługi serwisu weszły nowe jednostki – „Preussen” (Braeunlich) i „Hansestadt Danzig” (Norddeutscher Lloyd), a następnie w 1935 „Tannenberg” (HAPAG). Przewidywany „Marienburg” nie został ukończony przez Stettiner Oderwerke AG do rozpoczęciu II wojny światowej, a dopiero w 1950 przez VEB Mathias-Thesen-Werft w Wismarze w ramach reparacji wojennych dla ZSRR, pływając później jako „Lensoviet” (Ленсовет) oraz „Abchasia” (Абхазия), ostatecznie będąc zezłomowany w 1980 w Barcelonie.
Służba została zlikwidowana po wkroczeniu Niemców w 1939 do Polski.